# Nyetnops guarani
Espèce
Nyetnops guarani est une espèce d'araignées aranéomorphes de la famille des Caponiidae.

## Distribution
Cette espèce est endémique du Brésil. Elle se rencontre dans les États du Paraná, de Santa Catarina, du Rio Grande do Sul et de São Paulo.

## Description
Nyetnops guarani compte deux yeux.
Le mâle holotype mesure 3,27 mm et la femelle paratype 3,46 mm

## Étymologie
Son nom d'espèce lui a été donné en référence au lieu de sa découverte, le rio Guarani.

## Publication originale
- Platnick & Lise, 2007 : On Nyetnops, a new genus of the spider subfamily Nopinae (Araneae, Caponiidae) from Brazil. American Museum novitates, no 3595, p. 1-9 (texte intégral).